# Cyphalonotus columnifer
Cyphalonotus columnifer är en spindelart som beskrevs av Simon 1903. Cyphalonotus columnifer ingår i släktet Cyphalonotus och familjen hjulspindlar.
Artens utbredningsområde är Madagaskar. Inga underarter finns listade i Catalogue of Life.